# Lista över österrikiskt militärflyg

Österrikes arméflygs nationalitetstecken.

Detta är en lista över österrikiska militärflygplan och militärhelikoptrar med mera sedan 1927 (1927–1938, 1955– och framåt), därav inte österrikisk-ungerska dito. Det finns ingen garanti för att listan är aktuell, korrekt eller fullständig. Flygplan som fortfarande är i tjänst noteras.

## Beteckningssystem
Österrike har inget eget inhemskt beteckningssystem för militära flygfarkoster utan använder istället tillverkarens namn. Trots detta har många vardagliga namn och stavningar spridits under åren, exempelvis J-105 OE för Saab 105Ö, där prefixet J (jakt) tagits från dess föregångare Saab J 29F Tunnan (J-29 F „fliegende Tonne“, ”flygande tunna”). Ett annat exempel är 1992-års uppgradering av Saab 35Ö Draken (J-35 OE „Draken“) vilka kom att kallas J-35 OE Mark II.
Det bör också nämnas att fordonsvarianter som är specifikt utformade för Österrike ofta får suffixet Ö eller OE av tillverkaren, där Ö står för tyska: Österreich (Österrike), och OE är den internationella bokstavskoden för bokstaven Ö.

## Flygplan

### Bombflyg
| Fordon / vardagligt | Ursprung | Roll                           | Antal | Noter                                                                                    | Brukstid  | Foto |
| ------------------- | -------- | ------------------------------ | ----- | ---------------------------------------------------------------------------------------- | --------- | ---- |
| Caproni Ca.133      | Italien  | bombflygplan transportflygplan | 5     | Kommando Luftstreitkräfte: Fliegerregiment Nr 1, Fliegerregiment Nr 2 – Bomberstaffel 1B | 1936–1938 |      |
| Junkers Ju 86K-1    | Tyskland | bombflygplan                   | 12    | –                                                                                        | 1937–1938 |      |

### Jaktflyg
| Fordon / vardagligt                                | Ursprung          | Roll                                           | Antal | Noter | Brukstid  | Foto |
| -------------------------------------------------- | ----------------- | ---------------------------------------------- | ----- | --- | --------- | ---- |
| Fiat CR.20bis                                      | Italien           | jaktflygplan                                   | 16    | Inköpta från Italienska kungliga flygvapnet. Inköpta: 1931–1933.                                                                        | 1931–1938 |      |
| Fiat CR.20bis AQ                                   | Italien           | jaktflygplan                                   | 16    | Inköpta från Italienska kungliga flygvapnet. Inköpta: 1931–1933.                                                                        | 1931–1938 | –    |
| Fiat CR.30                                         | Italien           | jaktflygplan                                   | 3     | – | 1936–1938 |      |
| Fiat CR.32bis                                      | Italien           | jaktflygplan                                   | 45    | – | 1936–1938 |      |
| Saab 29F J-29 F „fliegende Tonne“                  | Sverige           | jaktattackflygplan(en)                         | 20    | Brukades i jaktbombflottiljer. | 1961–1972 |      |
| Saab 105Ö J-105 OE                                 | Sverige           | lätt stridsflygplan(en) jaktattackflygplan(en) | 30    | Kunde utrustas med 30 mm Matra SA-10-akankapslar, Bofors 75 mm jaktraket Frida, och bar kabeldragning för AIM-9 Sidewinder jaktrobotar. | 1970–2020 |      |
| Saab 35Ö (1985 mod) J-35 OE „Draken“ Mk.I          | Sverige           | luftförsvarsjaktflygplan(en)                   | 24    | 1985 års ursprungsvariant. | 1985–1992 |      |
| Saab 35Ö (1992 mod) J-35 OE „Draken“ Mk.II         | Sverige Österrike | luftförsvarsjaktflygplan(en)                   | 24    | 1992-uppgradering, radarvarnare + motmedel inköpt från Danmark, monterat i Finland av Valmet.                                           | 1992–2005 |      |
| Northrop F-5E Tiger II F-5E „Tiger“ II             | Schweiz USA       | luftförsvarsjaktflygplan(en)                   | 12    | Leasade från Schweiz i 4 år. | 2004–2008 |      |
| Eurofighter Typhoon Tranche 1 Eurofighter „Taifun“ | Tyskland          | enhetsflygplan                                 | 15    | – | 2007–     |      |

### Målbogseringsflyg
| Fordon / vardagligt             | Ursprung | Roll         | Antal | Noter | Brukstid  | Foto |
| ------------------------------- | -------- | ------------ | ----- | ----- | --------- | ---- |
| Saab 17A (måldragarmodifiering) | Sverige  | målbogsering | 1     | –     | 1957–1963 | –    |

### Sambandsflyg
| Fordon / vardagligt                               | Ursprung | Roll                      | Antal | Noter | Brukstid  | Foto |
| ------------------------------------------------- | -------- | ------------------------- | ----- | ----- | --------- | ---- |
| Cessna 172 Skyhawk                                | USA      | sambandsflygplan(en)      | 29    | –     | 1957–1959 | –    |
| Cessna 182 Skylane                                | USA      | sambandsflygplan(en)      | 2     | –     | 1957–1965 | –    |
| Piper PA-18-95                                    | USA      | sambandsflygplan(en)      | 10    | –     | 1957–1965 | –    |
| de Havilland Canada L-20 Beaver DHC L-20 „Beaver“ | Kanada   | STOL sambandsflygplan(en) | 6     | –     | 1960–1976 | –    |

### Skolflyg
| Fordon / vardagligt                                    | Ursprung        | Roll                                | Antal | Noter                                                            | Brukstid  | Foto |
| ------------------------------------------------------ | --------------- | ----------------------------------- | ----- | ---------------------------------------------------------------- | --------- | ---- |
| de Havilland DH.60 Moth DH-60 „Moth“                   | Storbritannien  | skolflygplan                        | –     | –                                                                | 1927–1938 | –    |
| Fiat CR.20B                                            | Italien         | övningsflygplan                     | 4     | Inköpta från Italienska kungliga flygvapnet. Inköpta: 1931–1933. | 1931–1938 | –    |
| Fiat CR.30B                                            | Italien         | övningsflygplan                     | 1–3   | –                                                                | 1936–1938 |      |
| Focke-Wulf Fw 56 Stösser Fw-56 „Stößer“                | Tyskland        | övningsflygplan                     | 9     | –                                                                | 1936–1938 |      |
| Focke-Wulf Fw 58 Weihe Fw-58 „Weihe“                   | Tyskland        | tvåmotorigt övningsflygplan         | 6     | –                                                                | 1937–1938 |      |
| Jakovlev Jak-18 Jak-18                                 | Sovjetunionen   | skolflygplan                        | 4     | –                                                                | 1955–1960 |      |
| Jakovlev Jak-11 Jak-11                                 | Sovjetunionen   | övningsflygplan                     | 4     | Kunde bestyckas med 2 × 50 kg bomber.                            | 1956–1965 |      |
| Fiat G.46-4B                                           | Italien         | skolflygplan                        | 5     | –                                                                | 1957–1963 |      |
| Zlin Z-126 Trener 2                                    | Tjeckoslovakien | skolflygplan                        | 4     | –                                                                | 1957–1965 |      |
| de Havilland DH.115 Vampire T.55 DH-115 „Vampire“ T-55 | Storbritannien  | reaktionsdrivet övningsflygplan     | 8     | –                                                                | 1957–1974 |      |
| Piaggio P.149D                                         | Italien         | skolflygplan                        | 1     | –                                                                | 1958–1965 | –    |
| North American LT-6G Texan LT-6G „Texan“               | USA             | skolflygplan sambandsflygplan(en)   | 10    | –                                                                | 1959–1968 |      |
| Fouga CM.170 Magister Fouga „Magister“ CM-170          | Frankrike       | reaktionsdrivet skolflygplan        | 18    | –                                                                | 1959–1972 |      |
| Saab 91D Safir                                         | Sverige         | skolflygplan sambandsflygplan(en)   | 24    | –                                                                | 1964–1993 |      |
| Saab 105Ö J-105 OE                                     | Sverige         | reaktionsdrivet övningsflygplan     | 30    | –                                                                | 1970–2022 |      |
| Pilatus PC-7/OE PC-7 OE                                | Schweiz         | övningsflygplan lätt attackflygplan | 12    | Kan utrustas med 12,7 mm kulsprutekapslar och SNEB-raketkapslar. | 1983–     |      |
| Diamond DA40 NG                                        | Österrike       | skolflygplan                        | 4     | –                                                                | –         | –    |
| Alenia Aermacchi M-346FA Master                        | Italien         | övningsflygplan                     | 12    | –                                                                | –         | –    |

### Spaningsflyg
| Fordon / vardagligt                                                      | Ursprung | Roll                     | Antal | Noter | Brukstid  | Foto |
| ------------------------------------------------------------------------ | -------- | ------------------------ | ----- | --- | --------- | ---- |
| Ansaldo A.120R                                                           | Italien  | jaktspaningsflygplan(en) | ≥5    | Fem flygplan i fotot. | 1927–1938 |      |
| IMAM Ro.37                                                               | Italien  | jaktspaningsflygplan(en) | 8     | – | 1927–1938 |      |
| Saab 29F (+ spaningsbalja) J-29 F „fliegende Tonne“ (Aufklärungsversion) | Sverige  | jaktspaningsflygplan(en) | 10    | Försedd med kamerabalja (12 köpta av MFI) som kunde ersätta de två vänstra automatkanonerna med tre 70 mm Vinten-kameror för fotospaning. | 1961–1972 |      |
| Saab 105Ö (+ spaningskapsel) J-105 OE                                    | Sverige  | fotospaningsflygplan     | 8     | Utrustad med Vinten kamerakapsel (8 kapslar köpta). Brukade för fotospaning fram till november 1992.                                      | 1970–1992 |      |

### Transportflyg
| Fordon / vardagligt                      | Ursprung       | Roll                                   | Antal | Noter        | Brukstid  | Foto |
| ---------------------------------------- | -------------- | -------------------------------------- | ----- | ------------ | --------- | ---- |
| Short SC.7 Skyvan 3M SC-7 „Short Skyvan“ | Storbritannien | transportflygplan                      | 2     | Magasinerad. | 1969–2007 |      |
| PC-6 Turbo-Porter                        | Schweiz        | sambandsflygplan(en) transportflygplan | 12    | –            | 1976–     |      |
| Lockheed C-130K Hercules                 | USA            | tungt transportflygplan(en)            | 3     | –            | 2003–     |      |
| Embraer C-390 Millennium                 | Brasilien      | tungt transportflygplan(en)            | –     | 4 beställda. | –         | –    |

### Övervakningsflyg
| Fordon / vardagligt | Ursprung | Roll                     | Antal | Noter | Brukstid  | Foto |
| ------------------- | -------- | ------------------------ | ----- | ----- | --------- | ---- |
| Cessna L-19A+E      | USA      | övervakningsflygplan(en) | 29    | –     | 1958–1997 |      |

## Helikoptrar

### Sambandshelikoptrar
| Fordon / vardagligt       | Ursprung  | Roll                   | Antal | Noter         | Brukstid  | Foto |
| ------------------------- | --------- | ---------------------- | ----- | ------------- | --------- | ---- |
| Agusta Bell AB-47G-2      | USA       | sambandshelikopter(en) | –     | –             | 1956–1969 | –    |
| Sud Aviation Alouette II  | Frankrike | sambandshelikopter(en) | –     | –             | 1958–1975 |      |
| Sud Aviation Alouette III | Frankrike | sambandshelikopter(en) | 21    | –             | 1967–2024 |      |
| Leonardo AW 169M          | Italien   | sambandshelikopter(en) | 3     | 33 beställda. | 2023–     | –    |

### Spaningshelikoptrar
| Fordon / vardagligt | Ursprung | Roll                            | Antal | Noter                                | Brukstid  | Foto |
| ------------------- | -------- | ------------------------------- | ----- | ------------------------------------ | --------- | ---- |
| Bell H-13H Sioux    | USA      | lätt övervakningshelikopter(en) | –     | –                                    | 1960–1976 | –    |
| Agusta Bell AB-206A | USA      | spaningshelikopter(en)          | –     | –                                    | 1969–2009 |      |
| Bell OH-58B Kiowa   | USA      | spaningshelikopter(en)          | 12    | Kan utrustas med Minigun-kulsprutor. | 1976–     |      |

### Transporthelikoptrar
| Fordon / vardagligt                               | Ursprung       | Roll                                       | Antal | Noter                  | Brukstid  | Foto |
| ------------------------------------------------- | -------------- | ------------------------------------------ | ----- | ---------------------- | --------- | ---- |
| Westland-Sikorsky S-55 Whirlwind S-55 „Whirlwind“ | Storbritannien | transporthelikopter sambandshelikopter(en) | 10    | –                      | 1958–1965 | –    |
| Agusta Bell AB-204B                               | USA            | transporthelikopter                        | 26    | –                      | 1969–2001 |      |
| Sikorsky S-65Oe S-65 OE                           | USA            | tung transporthelikopter(en)               | 2     | Såld till Israel 1981. | 1970–1981 |      |
| Agusta Bell AB-212                                | USA            | transporthelikopter                        | 23    | –                      | 1980–     |      |
| Sikorsky S-70A-42 Black Hawk S-70 „Black Hawk“    | USA            | transporthelikopter                        | 9     | 12 beställda.          | 2002–     |      |